# Carl Joseph von Schimonsky
Carl Joseph von Schimonsky (auch von Schimonsky-Schimoni bzw. Carl-Joseph von Schimony-Schimonsky; * 1705 in Laschkowitz (Schlesien); † 11. August (oder schon 9. März) 1776 in Brzesnitz, Landkreis Ratibor) war ein preußischer Landrat des Kreises Ratibor, Landschaftsdirektor und Herr zu Brzesnitz mit Sudol, eines adeligen Hofes in Troppau, und der Herrschaften Wachow und Wyssocka im preußischen Regierungsbezirk Oppeln in Schlesien.

## Leben

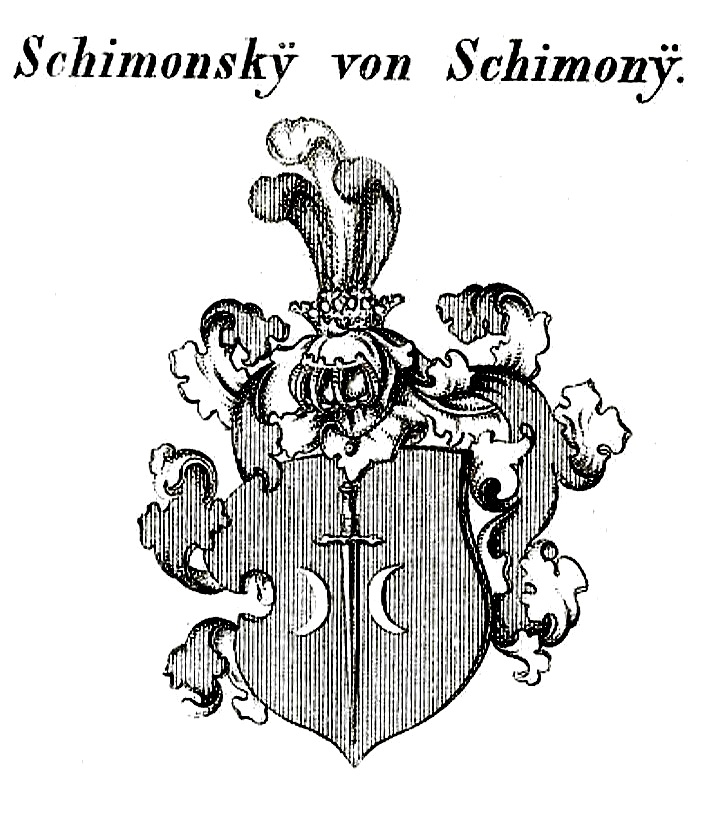
Familienwappen derer von Schimonsky

Carl Joseph von Schimonsky war der Sohn des Gottfried Ludwig von Schimonsky (1670–1729), Landeskommissar für Schlesien, Erbherr auf Wachow und Sausenberg, Klein Lassowitz und Jaschin und dessen Ehefrau Anna Maria, geborene Jarocky von Jaroschin aus dem Haus Preisewitz. Im Dezember 1718 immatrikulierte er sich an der Universität Frankfurt (Oder), wandte sich im Anschluss aber wohl zunächst der Landwirtschaft zu. 1743 wurde er zum ersten Landrat des Landkreises Ratibor ernannt. Ab 1747 übte er zusätzlich das Amt als Hofrichter in Neisse aus. 1759 wurde er zwar aufgrund von Lässigkeit aus dem Amt als Landrat verabschiedet, sein Nachfolger wurde Carl Erdmann von Lichnowsky und Woschtitz, dennoch blieb er bis 1773 Landesältester. Zwischen 1773 und 1776, dem Jahr seines Todes, amtierte er als Direktor der Ober-Schlesischen Landschaft.

## Familie
Carl Joseph von Schimonsky war in erster Ehe seit Juni 1721 mit Marie Eleonore, geb. von Ehrencron auf Brzesnitz (1702–1736) verheiratet. In zweiter Ehe heiratete er im Februar 1738 Charlotte Caroline Hedwig, geb. Freiin von Gruttschreiber auf Czopkendorf (1719–1796). Aus dieser Ehe gingen zwei Söhne hervor. Johann Carl Joseph (1742–1810) war Erbherr auf Wyssocka, Brzesnitz, Schloss Lasswitz und Landschaftsdirektor für Oberschlesien. Emanuel von Schimonsky (1752–1832) war von 1824 bis 1832 Fürstbischof von Breslau. 